# Gabriela Ernst
Gabriela Muriel Ernst López (Santiago, 22 de septiembre de 1993) es una cantante y actriz chilena, quien se dio a conocer gracias a la serie de Canal 13 Amango con su personaje de Paloma Ramírez.
En diciembre de 2008 protagonizó junto a Augusto Schuster la serie de Canal 13 Química, el juego del amor. También participó en la miniserie de Mega BKN.

## Trayectoria profesional

### Música
A los quince años Ernst ya tenía conocimientos técnicos de piano y baile, y además participaba como lady crooner de la orquesta de jazz de niños y adolescentes Conchalí Big Band. A esa altura llevaba tiempo practicando el cante flamenco (participó en una de las presentaciones en Chile de Sara Baras) y su talento innato en ambos estilos le significó la atención de profesores que la becaron en la Escuela Moderna de Música. Ahí se vinculó con una serie de músicos amateurs y entonces Ernst apareció en el disco Cocktail (2005) de Octopus King, donde cantó “Que en tus brazos soy feliz”, y tiempo después en Presencia (2010), de Esencia, con la canción "Ruego", que grabó en la primera toma.
La cantante y el pianista-compositor Cristóbal Rey colaboraron más tarde en el disco "Canta" (2006), El debut formal de Gabriela se produjo efectivamente con el álbum Canta (2006), trabajado en conjunto con otros músicos y en el que aparecen dos temas de su autoría. Un año después la adolescente sobrepasó los casting para la serie “Amango”, y ya para 2008 Ernst era toda una figura mediática, con participaciones en tres discos del grupo, además de otro junto a su coprotagonista de esa serie Química, el juego del amor, Augusto Schuster e incluso fue al Festival de Viña del Mar.

### Televisión
El 2006, inició su carrera televisiva al ingresar como parte del elenco principal de la exitosa serie de Canal 13, Amango, en donde personifica a Paloma Ramírez. Aquí compartió créditos con Augusto Schuster, Magdalena Müller, Denise Rosenthal, Felipe Rojas, Samir Ubilla y Carolina Vargas, entre otros.
Junto al resto de los integrantes de la serie juvenil, participó del telefilm Amango: La Gira, realizada por Agosin Films y que cuenta con la dirección del destacado cineasta Shai Agosin (El brindis), cuyo estrenó fue el 26 de marzo de 2008 en una sala de cine de Santiago.
El 26 de diciembre de 2008 se estrenó la serie Química, el juego del amor, en donde Ernst es la protagonista junto a Augusto Schuster. La serie se continuó emitiendo durante el verano de 2009, y lanzó un disco, además, de realizar un concierto en el Teatro Caupolicán.
En enero de 2010 decide abandonar Canal 13 para emigrar a Mega y ser parte de BKN en donde interpreta a María Jesús Klein, un importante rol dentro de la serie, y que no continuó en la actual temporada de la serie, ya que a fines del año paso no llegó a un acuerdo con el canal.
Entre julio y septiembre de 2010, Ernst se desempeñó como conductora del canal de cable etc...TV, propiedad de Mega, en el programa Anímate: los archivos de etc... reemplazando a Romina Simón.
En junio de 2011, se integra a la nueva competencia de cantantes del programa juvenil Yingo, sin embargo, a horas del estreno renunció.

## Filmografía
| Año  | Telenovela                 | Personaje         | Canal       |
| ---- | -------------------------- | ----------------- | ----------- |
| 2007 | Amango                     | Paloma Ramírez    | Canal 13    |
| 2008 | Química, el juego del amor | Linda Ventura     | Canal 13    |
| 2009 | Corazón Rebelde            | Carmen Iturra     | Canal 13    |
| 2010 | BKN                        | María Jesús Klein | Mega        |
| 2011 | Vampiras                   | Tiffany Power     | Chilevisión |
| 2012 | Gordis                     | Cynthia Falabella | Chilevisión |

| Año  | Programa                        | Personaje                 | Canal       |
| ---- | ------------------------------- | ------------------------- | ----------- |
| 2010 | Anímate: los archivos de etc... | Ella misma — Conductora   | etc...TV    |
| 2011 | Yingo                           | Ella misma — Participante | Chilevisión |

## Discografía
Álbum de estudio
- 2010: Gabriela Ernst

Bandas sonoras
- 2007: Amango: El sueño se hizo realidad
- 2007: Amango villancicos
- 2008: Esto no es un juego
- 2009: Química, el juego del amor

DVD
- 2007: Amango karaoke
- 2008: Amango: la gira

Giras
- 2007-2008: Amango Gira 2008
- 2008: Soñar Despierto